# 孝思王后
孝思王后（효사왕후，?—?）金氏，是高丽王朝顯宗王詢的女兒，也是高麗德宗王欽的王后，母元惠王后金氏。
《高麗史》對孝思王后著墨不多，只知德宗王欽納金氏為后，死後謚號孝思王后。

## 家族
- 父：高麗顯宗王詢
- 母：元惠王后金氏
- 夫：高麗德宗王欽